# Анклав открытого моря
Анклавы открытого моря — части морских пространств, удалённые более чем на 200 морских миль от побережья и полностью окружённые экономической зоной одного или нескольких государств. В Конвенции ООН по морскому праву 1982 г. и других международных договорах этот термин не используется, но существование такого понятия признаётся в доктрине международного права.

## Примеры
- Море Баффина-Девисов пролив (окружен экономической зоной Канады и Гренландии),
- анклав в Мексиканском заливе (окружен экономическими зонами США, Мексики и Кубы),
- анклав в Беринговом море (окружен экономическими зонами России и США),
- анклавы в южной части Тихого океана,
- анклав в Норвежском море.
- анклав в Гренландском море.